# Allotinus fruhstorferi
Allotinus fruhstorferi är en fjärilsart som beskrevs av Corbet 1939. Allotinus fruhstorferi ingår i släktet Allotinus och familjen juvelvingar. Inga underarter finns listade i Catalogue of Life.